# 田村響
田村 響（たむら ひびき、1986年 - ）は、日本のピアニスト。京都市立芸術大学講師。新日本フィルハーモニー交響楽団の田村直貴は兄。

## 略歴

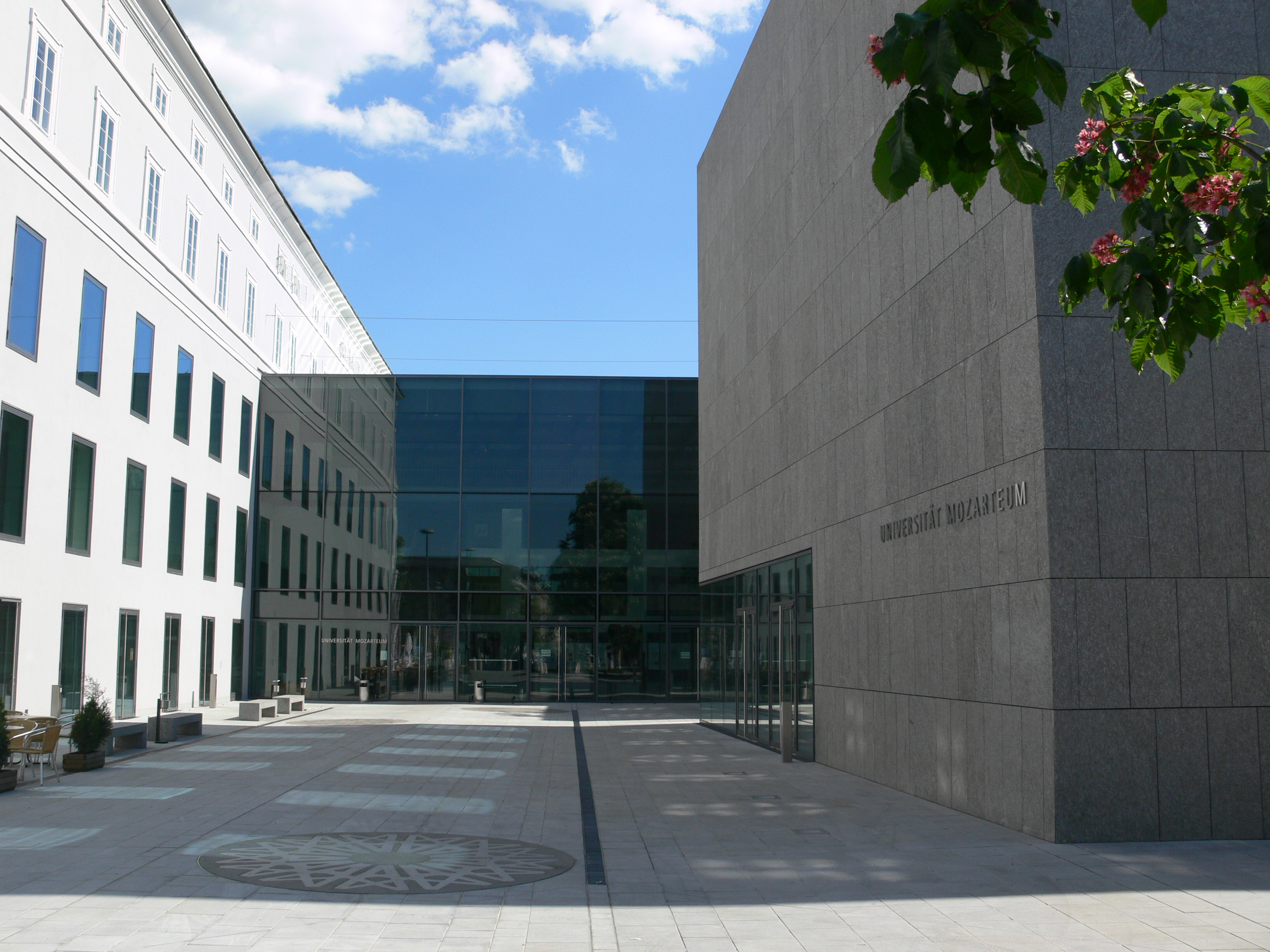
ザルツブルク・モーツァルテウム大学（ザルツブルク）

愛知県安城市に生まれる。安城市立篠目中学校卒業。愛知県立明和高校音楽科を卒業後、ザルツブルク・モーツァルテウム大学にて学び、留学中の2007年に20歳でロン＝ティボー国際コンクールで優勝した。その後世界的に活躍するようになり「年間⅓ほど演奏活動で学校を離れることもあり、あっという間に4年間が過ぎた」と語っている。2010年2月からは日本全国ツアーを行うなどしたが、「中途半端な形で大学を終えてしまった。20代のうちに自分に一つのけじめをつけるために修士を取得しよう」と決意し、2013年4月に大阪音楽大学大学院に入学した。2015年に修士号を得て卒業し、同年4月から京都市立芸術大学講師となった。
ピアニストのクラウディオ・アラウを敬愛しており、志に迷いが生じたときはアラウの演奏するベートーヴェンを聴いている。

## コンクール優勝の影響

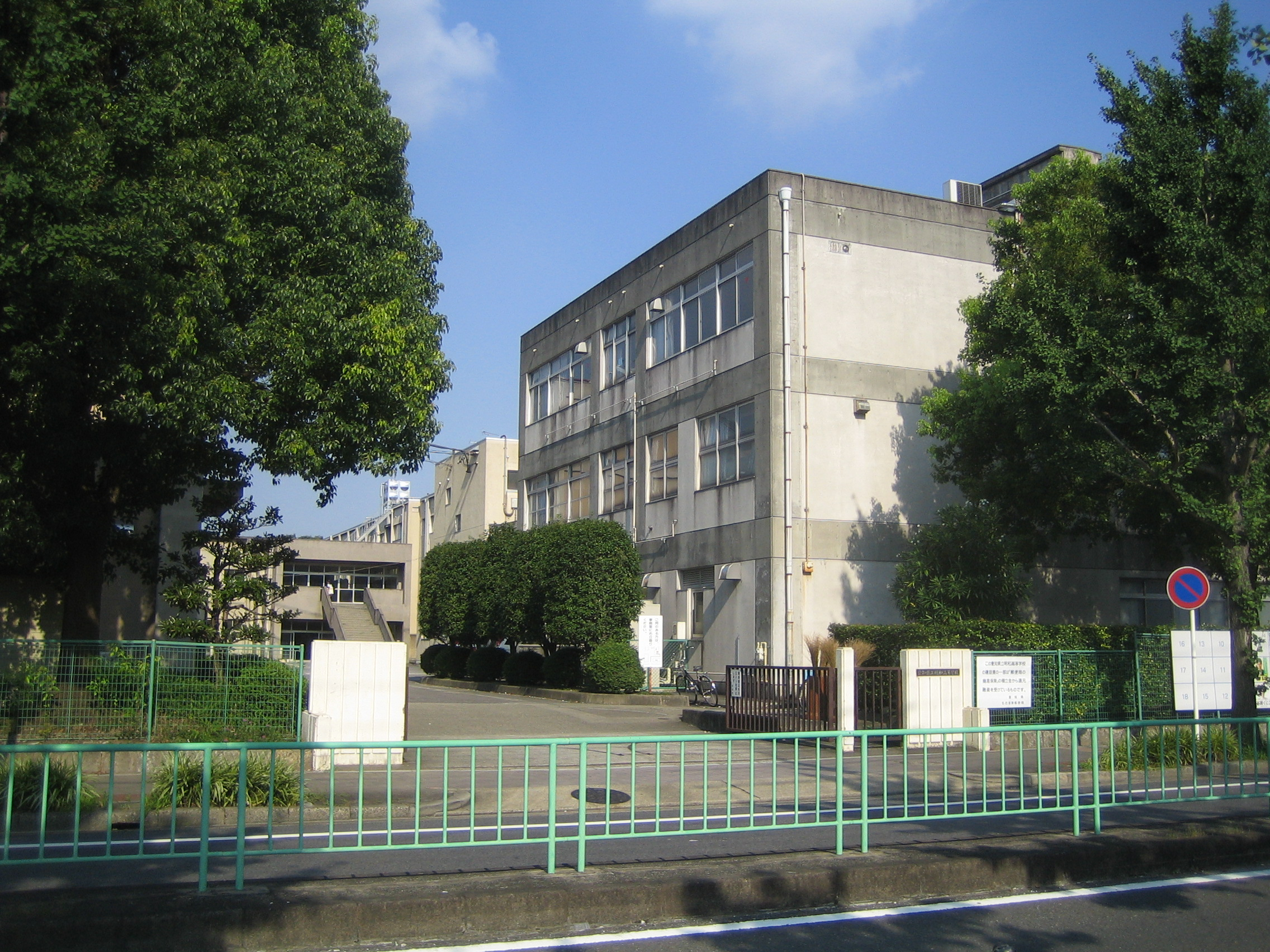
愛知県立明和高校

田村がロン＝ティボー国際コンクールで優勝した翌年の2008年には、同じ愛知県立の名古屋市立菊里高等学校音楽科が13年ぶりに定員40人を割る中で、田村の出身校である愛知県立明和高等学校音楽科は、定員40人に対し希望者100人と前年に比べ躍進した。菊里高校音楽科主任の内藤江美、明和高校音楽科主任の西典代は朝日新聞の取材に対し、前年の田村の優勝、および受賞時に「明和高校出身」と紹介されたことが影響したと述べた。これに対し両校とも公開実技試験や選抜演奏会の実施など、人員確保のための施策を講じたが、 「コンクールは目安にすぎない」「誰もがプロの音楽家になるわけではないし、どの生徒にもいつか咲く花がある。一人一人の個性や可能性を大切に伸ばしたい」「勉強の一つの目標としてコンクールに挑戦するのはよいことだが、結果は運。一喜一憂する必要はない。演奏家にならなくとも、音楽を心から楽しんで応援できる、よい聴衆に育てたい」として、田村に続く学生のコンクール入賞を積極的に押し出す姿勢は取らなかった。

## 趣味
時間が空いた時には哲学や心理学の本を手にとっている。「音楽は抽象的で答えがなく、悩まされることがあった」が、読書を通し「嫌なことも、後で必要なことだったんだと思えるようになった」と語っている。また、カメラが趣味であり、モーツァルテウム音楽院時代には授業の合間にカメラを持って独りで欧州を旅していた。

## 受賞歴
- 小学2年生時、ピティナ・ピアノコンペティション全国大会でB級銀賞を受賞[3]。
- 小学3年生時、ピティナ・ピアノコンペティション全国大会でC級金賞を受賞[3]。
- 小学5年生時、にピティナ・ピアノコンペティション全国大会でE級金賞を受賞[3]。
- 中学2年生時、ピティナ・ピアノコンペティション全国大会でG級金賞を受賞[3]。
- 2002年
  - ピティナ・ピアノコンペティション全国大会で史上最年少（15歳）で特級グランプリを受賞[3]。
  - エトリンゲン青少年国際ピアノ・コンクールB部門で第2位及びハイドン賞を受賞し、受賞者記念コンサートに出演[3][11]
- 2003年、アリオン賞を受賞[3]。
- 2005年度出光音楽賞（第16回）を受賞[12]
- 2007年、ロン＝ティボー国際コンクールで優勝
- 2008年
  - 3月、文化庁長官の表彰を受けた[13]。
  - 5月、出身地である愛知県安城市の市民栄誉賞を受賞し、凱旋ピアノリサイタルを開催[13][14]。
  - 同年度ホテルオークラ音楽賞（第10回）を受賞[15]。
- 2015年度
  - 文化庁芸術祭賞音楽部門新人賞を受賞[3]。
  - 愛知県芸術文化選奨文化新人賞を受賞[3]。

## 評価
- 愛知県立芸術大学准教授の安原雅之は、2008年に田村が名古屋フィルハーモニー交響楽団と共演したラフマニノフの『ピアノ協奏曲第2番』を聴いて、「田村の独奏は、安定したテクニックと高い芸術性を兼ね備え、この作品が示す絢爛豪華なヴィルトゥオーソ性と叙情性を遺憾なく発揮した」と述べ、「オーケストラの音の狭間から矢のように飛び出してくる弱音」の美しさを称えた[16]。
- 朝日新聞の谷辺晃は、2008年に関西フィルハーモニー管弦楽団と共演した田村の演奏を聴いて「技術も音楽性もずば抜けていて驚嘆」と評した[17]。

## 主なディスコグラフィ
- デビュー・アルバム - ハイドン『ピアノソナタ』ほか[18]
- ショパン作品集 - 『ピアノソナタ第2番』ほか[19]
- リサイタルアルバム - リスト、モーツァルトの作品集[20]
- フランス・ヴァイオリン作品集 - ヴァイオリニスト小林美樹との共演[21]
- ロン＝ティボー国際音楽コンクール優勝記念盤 - モーツァルト、フォーレ、ブラームスの作品集[22]